# スピニン・レコード
スピニン・レコード（Spinnin' Records）は、オランダのインディーレコードレーベル。プログレッシブ・ハウス、エレクトロ・ハウスを中心に取り扱っており、40近くのサブレーベルを擁する。また、所属アーティストのマネジメント会社MUSICALLSTARS MANAGEMENTも運営。マーティン・ギャリックス、カルヴィン・ハリス、サンダー・ヴァン・ドーン等を輩出。2017年、ワーナー・ミュージック・グループにより買収。

## 所属アーティスト
- アフロジャック
- ヴァイストーン
- ヴィナイ（英語版）
- ウメット・オズカン（英語版）
- オリバー・ヘルデンス（英語版）
- カルヴィン・ハリス
- サンダー・ヴァン・ドーン
- ジェイ・ハードウェイ
- ショーテック（英語版）
- ダブヴィジョン（英語版）
- ダブズ（英語版）
- ダニー・ハワード（英語版）
- ティエスト
- ディミトリ・ヴェガス&ライク・マイク
- ドン・ディアブロ
- ナーヴォ
- ファイヤービーツ（英語版）
- ブラスタージャックス（英語版）
- ボージャス（英語版）
- マーティン・ソルヴェイグ
- モービー
- リハブ（英語版）
- Chocolate Puma
- Eelke Kleijn
- KSHMR
- Leon Bolier
- Mike Mago
- Moguai
- Umek
- Watermät

## 過去の所属アーティスト
- アヴィーチー
- アレッソ
- エリック・プライズ
- キャッシュ・キャッシュ
- ニッキー・ロメロ
- ハードウェル
- フェリー・コーステン
- マーティン・ギャリックス
- Adventure Club
- Arty
- Axwell
- Basto
- Bingo Players
- Cédric Gervais
- Dirty South
- Duke Dumont
- Fedde le Grand
- Hard Rock Sofa
- Hook N Sling
- Ian Carey
- John Dahlbäck
- Judge Jules
- Junior Sanchez
- Kaskade
- Klingande
- Kurd Maverick
- Laidback Luke
- MaRLo
- Mat Zo
- Max Vangeli
- Michael Brun
- Para One
- Parra for Cuva
- Project 46
- Rune RK
- Sean Tyas
- Sidney Samson
- Sigma
- Simon Patterson
- Starkillers
- Stefano Noferini
- Steve Angello
- Sultan & Ned Shepard
- Tchami
- Tom Swoon
- W&W